# Cereblon
Cereblon ist ein Protein, das in allen Tieren vorkommt. Im Mensch wird es in vielen Gewebetypen exprimiert, vor allem aber im Gehirn. Dort stabilisiert es in der Zellmembran bestimmte Kaliumkanäle und trägt so zum Lernen und zur Funktion des Gedächtnisses bei. Cereblon besitzt eine weitere Funktion während der Embryonalentwicklung, wo es die substratbindende Untereinheit einer Ubiquitin-Ligase bildet, die über die Regulation der Transkription das Wachsen von Gliedmaßen beeinflusst. Der Arzneistoff Thalidomid bindet an Cereblon und stört wahrscheinlich so das normale Wachstum des Embryos (Contergan-Skandal). Mutationen im CRBN-Gen können zu erblicher milder Demenz aufgrund von Lern- und Gedächtnisstörungen führen.